# Trygve Lie
Trygve Halvdan Lie (Oslo, 16 luglio 1896 – Geilo, 30 dicembre 1968) è stato un politico norvegese.
Rappresentante del partito laburista, ebbe numerosi incarichi governativi a partire dal 1935 ed in particolare fu ministro degli esteri del governo norvegese in esilio tra il 1940 ed il 1945.
Dal 1º gennaio 1946 al 10 novembre 1952 ha ricoperto la carica di segretario generale delle Nazioni Unite. Trygve Lie è stato il primo segretario eletto regolarmente, dopo la breve permanenza di Gladwyn Jebb.
Ritiratosi a vita privata, morì a Geilo il 30 dicembre 1968.